# Gladiator 2
Pour les articles homonymes, voir Gladiator.
Série
Gladiator
(2000)
Pour plus de détails, voir Fiche technique et Distribution.
Gladiator 2 ou Gladiateur 2 au Québec est un film américano-britannique de genre péplum, réalisé par Ridley Scott et sorti en 2024. Il s'agit de la suite de Gladiator, du même réalisateur, sorti en 2000. Paul Mescal y tient le rôle principal de Lucius Verus / Hanno.
Le film débute seize ans après les événements impliquant Maximus Decimus Meridius. Lucius Verus, fils de Lucilla et neveu de Commode, vit avec son épouse en Numidie alors en rébellion contre l'Empire dirigé par les jeunes empereurs Caracalla et Geta. Lors de l'attaque de l'armée romaine dirigée par le général Marcus Acacius contre les révoltés, la femme de Lucius est tuée en combattant et ce dernier est réduit en esclavage. Lucius se retrouve à se battre comme gladiateur pour Macrinus, un ancien esclave devenu laniste et assoiffé de pouvoir, qui complote pour intégrer l'élite de la société romaine. Macrinus va utiliser la haine de Lucius, qui veut se venger d'Acacius, pour parvenir à ses fins.

## Synopsis
Seize ans se sont écoulés depuis la mort de Maximus lors de son combat contre l'empereur Commode. Lucius / Hanno, devenu adulte, vit comme fermier avec son épouse Arishat en Numidie sous le nom de "Hanno". L'armée romaine, dirigée par le général Marcus Acacius, envahit la ville. Arishat est tuée lors du combat et Lucius est emmené en esclavage, puis jeté dans une petite arène pour être testé par les lanistes recrutant des esclaves pour en faire des gladiateurs. Dans le combat  contre de féroces babouins, plusieurs hommes sont tués, dont son ami le roi Jubartha, mais Lucius est victorieux, gagnant le soutien de la foule.
Remarqué par le laniste Macrinus, Lucius est alors acheté par celui-ci et  entraîné par son bras droit  Viggo pour les combats du Colisée. Macrinus lui promet de se venger d'Acacius s'il continue à remporter des victoires. Acacius rencontre les jeunes empereurs jumeaux Geta et Caracalla. Acacius leur demande un congé pour passer du temps auprès de son épouse Lucilla, mais ils refusent.
Lors d'une fête organisée chez le sénateur Thraex en présence des empereurs, Lucius doit combattre le gladiateur de Thraex, un célèbre champion. Il le tue et Geta le félicite pour sa victoire. Lucius récite des vers du poète Virgile sur la mort, qui mettent Geta mal à l'aise.
Le médecin des gladiateurs, Ravi, soigne les blessures de Lucius après un combat et se noue d'amitié avec lui. Acacius discute avec Lucilla de son plan secret pour renverser les empereurs et restaurer la république romaine. Les deux hommes rencontrent Thraex et  le sénateur Gracchus, ancien fidèle de Marc Aurèle, pour s'assurer le soutien du sénat et du peuple.
Lucius dirige les gladiateurs dans une naumachie au Colisée où nagent des requins. Il manque de détruire la loge impériale dans une tentative de tuer Acacius.
Lucilla rencontre de nuit Lucius en qui elle a reconnu son fils, mais il la rejette avec colère, bien qu'elle lui explique l'avoir envoyé en l'exil tout  enfant pour le protéger des sénateurs corrompus. Comme Lucius descend de la lignée impériale, Lucilla élabore un nouveau plan avec Acacius pour le libérer et renverser les empereurs. Mais sa servante les écoute à son insu et révèle leur complot à Thraex et Macrinus, qui préviennent les empereurs. Les soldats d'Acacius sont tués avant de pouvoir libérer Lucius. Lucilla et Acacius sont arrêtés pour haute trahison. Les empereurs décident de faire tuer Acacius lors des jeux au Colisée, bien qu'il soit un grand héros de guerre. Macrinus manipule les empereurs pour se faire nommer leur consultant.
Au cours de ces jeux suivants, Acacius et Lucius se battent. Le second triomphe du premier, mais refuse de le tuer. Caracalla et Geta ordonnent à leurs gardes de tuer Acacius de leurs flèches, ce qui indigne le public autant que Lucius, tandis que l'armée d'Acacius menée par son second Darius arrive à l'entrée de Rome.
Dans la sédition qui s'ensuit, Macrinus monte les empereurs l'un contre l'autre, poussant Caracalla à attaquer Geta et l'aidant à le tuer. Caracalla nomme alors consuls Dondas, son singe de compagnie et Macrinus. Macrinus se fait ensuite confier les pleins pouvoirs par le Sénat et prévoit de retourner l'opinion publique contre Caracalla en exécutant Lucilla dans le Colisée.
Macrinus la rencontre dans sa prison et lui révèle qu'il fut un esclave au service de Marc Aurèle : il prévoit de prendre le contrôle de Rome non seulement par ambition, mais aussi par vengeance. Puis Lucilla retrouve Lucius et se réconcilie avec lui, lui offrant l'anneau de Maximus, qui lui avait été offert par Marc Aurèle comme symbole de son « rêve de Rome ». Lucius, qui assume désormais son ascendance et son héritage, envoie Ravi porter l'anneau preuve de sa véritable identité et de sa légitimité à gouverner Rome, à Darius et lui demander d'amener son armée à Rome.
Au Colisée, Lucilla est amenée sur un char dans l'arène pour son supplice, avec les sénateurs complices de la conspiration. Viggo offre à Lucius sa liberté en échange d'un dernier combat : défendre sa mère contre les soldats qui doivent l'exécuter. Lucius, qui a pu sortir de sa cellule ainsi que ses compagnons gladiateurs, prend alors les anciennes armure et épée de son père Maximus conservées au Colisée. Tous lancent l'assaut dans l'arène. Macrinus ordonne à ses troupes d'aller aux portes de Rome au devant des soldats d'Acacius, avant de tuer Caracalla dans la loge et de devenir le nouvel empereur. Dans l'arène, les sénateurs sont tués, ainsi que Lucilla, d'une flèche en plein cœur tirée par Macrinus. Ce dernier rejoint ses troupes, avec Lucius lancé à ses trousses.
Macrinus et Lucius se dressent entre leurs armées et engagent un ultime combat. La solide armure de Maximus protège Lucius, qui éventre son adversaire. Lucius s'adresse alors aux deux armées, se proclamant empereur et annonçant son intention de rétablir la paix dans l'Empire. Il retourne ensuite au Colisée, touchant le sang de sa mère versé dans l'arène, en invoquant son père Maximus au ciel et lui demandant de le guider.

## Fiche technique
Sauf indication contraire, les informations mentionnées dans cette section peuvent être confirmées par la base de données cinématographiques IMDb,  présente dans la section « Liens externes ».
- Titre original : Gladiator II
- Réalisation : Ridley Scott
- Scénario : David Scarpa
- Musique : Harry Gregson-Williams
- Direction artistique : David Ingram
- Décors : Arthur Max
- Costumes : Janty Yates
- Photographie : John Mathieson
- Montage : Sam Restivo et Claire Simpson
- Production : Lucy Fisher, David Franzoni, Michael A. Pruss, Ridley Scott et Douglas Wick

Producteurs délégués : Aidan Elliott, Laurie MacDonald et Walter F. Parkes
- Sociétés de production : Scott Free Productions, Red Wagon Films et Parkes+MacDonald Image Nation
- Sociétés de distribution : Paramount Pictures (États-Unis et France)
- Budget : 250 millions de dollars[2]
- Pays de production :  États-Unis,  Royaume-Uni
- Langue originale : anglais
- Format : couleur
- Genre : péplum
- Durée : 148 minutes
- Dates de sortie[3] :
  - France : 13 novembre 2024
  - États-Unis : 22 novembre 2024
- Classification[4] :
  - États-Unis : R
  - France : interdit aux moins de 12 ans

## Distribution
- Paul Mescal (VF : Alexandre Bierry ; VQ : Xavier Dolan) : Lucius Verus Aurelius / Hanno
- Pedro Pascal (VF : Loïc Houdré ; VQ : Frédérik Zacharek) : Marcus Acacius
- Connie Nielsen (VF : Françoise Cadol ; VQ : Valérie Gagné) : Lucilla
- Denzel Washington (VF : Emmanuel Jacomy ; VQ : Daniel Picard) : Macrinus
- Joseph Quinn (VF : Cyril Descours ; VQ : Nicolas Centeno Benoît) : l'empereur Geta
- Fred Hechinger (VF : Benjamin Bollen ; VQ : Louis Lacombe-Petrowski) : l'empereur Caracalla
- Lior Raz (VF : Serge Biavan ; VQ : Louis-Philippe Dandenault) : Viggo
- Alexander Karim (VQ : Iannicko N'Doua) : Ravi
- Tim McInnerny (VF : Michel Dodane ; VQ : Tristan Harvey) : le sénateur Thraex
- Derek Jacobi (VF : Jean-Pierre Leroux) : le sénateur Gracchus
- Peter Mensah (VF : Bruno Henry) : Jugurtha
- Rory McCann : Tegula
- Alec Utgoff : Darius
- Yuval Gonen : Arishat, l'épouse de Lucius Verus
- Line Ancel : la concubine de Geta
- Yann Gael : Bostar
- Russell Crowe (VF : Marc Alfos) : Maximus Decimus Meridius (images d'archives du film Gladiator)

 Source et légende : version française (VF) sur RS Doublage ; version québécoise (VQ) sur Doublage.qc.ca

## Production

### Genèse et développement
En juin 2001, un an après la sortie de Gladiator, un nouveau film est évoqué. Une suite ou une préquelle sont envisagées. Il est annoncé que David Franzoni est en négociations pour écrire le script. L'année suivante, il est révélé qu'une véritable suite est privilégiée, avec John Logan comme scénariste. L'intrigue, qui se déroule quinze ans plus tard, montre le pouvoir de la garde prétorienne à Rome avec un Lucius plus âgé à la recherche de la vérité sur son père biologique Maximus Decimus Meridius, incarné par Russell Crowe dans le premier film. David Franzoni est alors lié au projet comme producteur, aux côtés de Douglas Wick et Walter F. Parkes. En décembre 2002, il est révélé que le scénario pourrait inclure des événements antérieurs concernant la filiation de Lucius, ainsi que des événements situés après l'intrigue de Gladiator illustrant la résurrection de Maximus. Les producteurs et Russell Crowe ont ainsi mené quelques recherches sur les anciennes croyances romaines concernant l'au-delà et la vie après la mort. En septembre 2003, Ridley Scott annonce que le scénario est achevé et confirme qu'il sera centré sur Lucius.
En mai 2006, le réalisateur rapporte que le développement du film continue. À cette époque, Nick Cave est engagé pour écrire une nouvelle version du script, plus tard intitulée Christ Killer. Nick Cave l'a décrit comme « divinités contre divinité contre humanité ». Dans cette histoire, Maximus est au purgatoire, puis ressuscite en tant que guerrier immortel des dieux romains. Dans cette ébauche, il est envoyé sur Terre et chargé d'arrêter l'élan du christianisme en tuant Jésus-Christ et ses disciples. Au cours de sa mission, Maximus est amené à assassiner son propre fils. Maudit et condamné à vivre éternellement, le scénario de Cave envoyait même Maximus combattre durant les Croisades, la Seconde Guerre mondiale ou encore la guerre du Viêt Nam, avant de le retrouver à l'époque moderne travaillant au Pentagone. Le script, plus ou moins inspiré de celui des personnages héroïques des Marvel comics, tel Captain America, sera finalement rejeté,,,.
Après des difficultés financières dans les années 2000, DreamWorks Pictures vend une partie de ses droits, dont ceux de Gladiator, à Paramount Pictures ce qui interrompt le développement de la suite. En mars 2017, Ridley Scott révèle que les difficultés pour réintroduire Maximus dans le scénario ont été résolues. Il exprime son enthousiasme quant à l'avenir du projet, alors que des contacts avec Russell Crowe ont lieu. En novembre 2018, il est annoncé que Paramount a officiellement validé le projet et que Ridley Scott est en négociations pour le poste de réalisateur, d'après un script de Peter Craig. Ridley Scott officie également comme producteur, aux côtés de Douglas Wick, Lucy Fisher, Walter F. Parkes et Laurie MacDonald. Le film est produit par Paramount, Scott Free Productions et Parkes/MacDonald Productions.
En avril 2021, Chris Hemsworth se rapproche de Russell Crowe dans l'idée d'être coproducteur. Les deux acteurs échangent diverses idées lors du tournage de Thor: Love and Thunder. En septembre 2021, Ridley Scott rapporte que le script est encore en phase de réécriture et qu'il s'attellera au film après avoir achevé Napoléon (2023). En novembre 2021, il est révélé que David Scarpa (en) a réécrit le script.

### Attribution des rôles
En janvier 2023, Paul Mescal est annoncé dans le rôle principal, alors qu'Austin Butler, Timothée Chalamet, Richard Madden ou encore Miles Teller avaient également été envisagés. Il reprend le rôle incarné par Spencer Treat Clark dans le premier film.
En mars 2023, il est annoncé que Barry Keoghan est en négociations pour incarner l'Empereur Caracalla, alors que Denzel Washington rejoint officiellement la distribution,.
En avril 2023, il est annoncé que Connie Nielsen et Djimon Hounsou reprendront leur rôle respectif du premier film, alors que Joseph Quinn est annoncé pour incarner l'Empereur Geta,. En mai 2023, Pedro Pascal, May Calamawy, Lior Raz, Derek Jacobi, Peter Mensah et Matt Lucas rejoignent le film. Fred Hechinger est annoncé en négociations pour reprendre le rôle de Caracalla, à la suite du désistement de Barry Keoghan, pris par d'autres projets. Derek Jacobi reprend son rôle du sénateur Gracchus,. La présence de Fred Hechinger est ensuite officialisée.

### Tournage
Le tournage devait initialement débuter en mai 2023, à Ouarzazate et à Aït Ben Haddou au Maroc et la construction des décors marocains intervient en avril. Les prises de vues commencent finalement en juin 2023, ainsi qu'en d'autres lieux comme Malte et le Royaume-Uni,. Un accident survient sur le plateau le 7 juin et blesse six personnes,. Le tournage est suspendu en juillet 2023 à la suite d'une grève des acteurs et actrices lancées le 13 juillet de la même année. En octobre 2023, Ridley Scott n'a tourné que la moitié du film, un an avant sa sortie au cinéma. Ridley Scott et Paul Mescal annoncent la fin du tournage le 18 janvier 2024 .

## Sortie

### Promotion
La première bande-annonce du film avait pour bande-son le titre de rap No Church in the Wild, de Jay-Z et Kanye West, un choix critiqué car jugé inapproprié.
En France, une avant-première a eu lieu le dimanche 10 novembre 2024, avec plusieurs stars dont Denzel Washington et Connie Nielsen. Le même jour Denzel Washington est allé au Journal de 20 heures pour faire la promotion du film,.

### Accueil
Sur le site agrégateur de critiques Rotten Tomatoes, il obtient un score de 71 % de critiques positives, avec une note moyenne de 6,40/10 sur la base de 380 critiques.
Sur AlloCiné, il reçoit 3,1/5 par la presse et 3,3/5 par les spectateurs.

## Critique presse

### Négatif
Le Nouvel Obs parle d'un péplum réalisé sans enthousiasme dans la continuité de son prédécesseur.
Le Monde reproche au film ses multiples surenchères que ce soit celles de la représentations des personnages masculins ou des scènes de violences gratuites.
Les Inrockuptibles qualifie le film de ringard en plus de mettre en scène un machisme nostalgique.
Télérama affirme que le scénario du film n'est pas à la hauteur en plus de ne pas prendre au sérieux le spectateur.
Le Devoir regrette que cette suite repose beaucoup trop sur des scènes reproduisant des moments équivalents de l’original.
La Presse souligne toute l'action du film qui manque de subtilité.
Le Journal de Montréal trouve que le film joue trop sur la nostalgie du précédent film.

### Neutre
Radio France nuance fortement sa critique entre les hauts et les bas du film.

## Box-office

### France
| #           | Dates                     | Nombre d'entrées  | Place au box-office | Nombre d'entrées cumulées | Réf.   |
| ----------- | ------------------------- | ----------------- | ------------------- | ------------------------- | ------ |
| 1re semaine | du 13 au 19 novembre 2024 | 1 269 147 entrées | 1re                 | 1 269 147 entrées         | [ 54 ] |
| 2e semaine  | du 20 au 26 novembre 2024 | 647 356 entrées   | 1re                 | 1 916 503 entrées         | [ 55 ] |
| 11e semaine | du 15 au 21 janvier 2025  | ?entrées          | NC                  | 3 046 722 entrées         | [ 56 ] |
| 12e semaine | du 22 au 28 janvier 2025  | 4 382 entrées     | NC                  | 3 051 104 entrées         | [ 57 ] |

### Monde
| Pays       | Box-office        | Classement de l'année |
| ---------- | ----------------- | --------------------- |
| Monde      | 462 180 717 US$   | 12ème                 |
| États-Unis | 172 438 016 US$   | 13ème                 |
| France     | 3 051 129 entrées | 10ème                 |

## Analyse historique
Shadi Bartsch, professeure de Lettres Classiques à l'université de Chicago, reporte dans un article de The Hollywood Reporter plusieurs problèmes dans les scènes de la bande-annonce. Les requins de la naumachie du Colisée étaient inconnus des Romains. Un combat de rhinocéros est attesté, mais il n'est pas confirmé qu'ils aient été enfourchés par des combattants. Elle note également la présence de journaux dans des cafés, anachroniques. Les nouvelles quotidiennes, les Acta Diurna, étaient gravées et placées dans la ville en des endroits publics précis.
La figure de Macrin a posé des questions sur le choix de distribution. Au-delà des approximations historiques liées à sa prétendue activité de marchand d’esclaves, Macrin était un berbère originaire du royaume de Numidie en Afrique du Nord. Une polémique a éclaté à ce sujet : d'après les mouvements berbérophones, Macrin aurait eu la peau blanche alors que Denzel Washington, l'acteur qui l'incarne, est un homme noir. En conséquence, des Égyptiens, Tunisiens et Algériens se plaignent de « blackwashing ».
Contrairement au film, le personnage historique Lucius Aurelius Commodus Pompeianus, fils de Lucilla, mais légitime, est décédé plus tôt (vers 212), assassiné par Caracalla six ans avant le règne éphémère de Macrin. Il n'a jamais été gladiateur, ni empereur, ni n'a tué Macrin. Le Lucius du film est presque totalement fictif.

## Distinctions

### Nominations
- Golden Globes 2025[63] : 
  - Meilleur acteur dans un second rôle pour Denzel Washington
  - Meilleure performance au box-office
- Oscars 2025 : Meilleurs costumes[64]